# Modus Operandi (Album)
Modus Operandi ist das Debütalbum des Drum-and-Bass-Musikers Photek. Es erschien 1997 auf dem Virgin-Records-Sublabel Science. Es gilt als Meilenstein des Genres.

## Übersicht
Rupert Parkes alias Photek war seit 1992 in der britischen Drum-and-Bass-Szene aktiv. Mit Modus Operandi veröffentlichte er erstmals ein Album. Mit diesem prägte er den „typischen“ Photek-Stil: atmosphärische Stücke mit kühlen, hochkomplexen und präzisen Beats, teilweise unterlegt mit spärlich eingesetzten Synthesizermelodien, gezupften Kontrabass- und Fender-Rhodes-Klängen.
Das Album verkaufte sich allein im ersten Jahr über 100.000 mal.

## Rezeption
2012 nahm das Fact Mag Modus Operandi auf Platz 81 der 100 besten Alben der 1990er Jahre auf. Photeks Album sei „konzeptionell robust und lebendig“ sowie „exquisit produziert“, wenn auch „ein wenig zu cool, ein wenig zu sorgfältig konstruiert“. Es sei ein Album, das man vielleicht nicht lieben, aber dennoch „bewundern“ könne.
Das Musikmagazin Groove nahm Modus Operandi 2013 in die Liste der 50 besten elektronischen Alben auf Platz 28. auf. Rupert Parkes habe mit seinem Debüt einen „der wenigen Albumklassiker des Drum’n’Bass“ geschaffen.
Auch Mixmag führt das Album 2018 auf seiner Liste der 50 most influential dance music albums of all time auf Platz 31. Auch wenn das Album sicher nicht die Bekanntheit von Goldies Album Timeless erreicht habe, so sei es allein durch seine Veröffentlichung auf dem Virgin-Sublabel Science von enormer Bedeutung für die Popularisierung des Genres und habe Türen für andere Drum-and-Bass-Künstler geöffnet.

## Titelliste
1. The Hidden Camera – 6:47
2. Smoke Rings – 6:27
3. Minotaur – 5:19
4. Aleph 1 – 8:42
5. 124 – 6:59
6. Axiom – 6:01
7. Trans 7 – 7:48
8. Modus Operandi – 7:00
9. KJZ – 7:47
10. The Fifth Column – 7:07

Die japanische Edition des Albums enthielt als 11. Titel das Bonus-Stück Ni Ten Ichi Ryu (5:57).

## Chartpositionen
Ende September 1997 konnte sich Modus Operandi zwei Wochen in den britischen Albumcharts positionieren, wobei es als Höchstplatzierung Platz 30 der Charts erreichte.
Aus dem Album wurde im Februar 1998 noch die gleichnamige Single Modus Operandi ausgekoppelt, die auf der B-Seite das Stück Yendi enthielt. Die Single erreichte ebenfalls die britischen Charts mit der Höchstplatzierung auf Platz 66.